# Stadelhofen
Stadelhofen è un comune tedesco di 1 253 abitanti, situato nel land della Baviera.